# Doina Stăiculescu

Doina Stăiculescu (née le 7 décembre 1967 à Bucarest) est une gymnaste rythmique roumaine. Elle a notamment remporté une médaille d'argent en individuel aux jeux olympiques de Los Angeles en 1984. 